# TVS
TVS (sau TVS Holding) a fost un post de televiziune național, cu sediul în Brașov, și cu filiale în Oradea, Craiova și Pitești.
Filiala din Craiova și-a început inițial activitatea în 1994, ca Terra Sat TV Craiova, fiind o filială a postului Terra Sat TV, din Drobeta-Turnu Severin. În 2003, activitatea televiziunii este preluată de compania condusă de Gheorghe Maftei, iar postul este redenumit în TVS Craiova.
Tot în 2003 avea să înceapă activitatea și filiala din Pitești a televiziunii TVS. Activitatea postului TVS Pitești este, însă, mult restrânsă începând cu anul 2008, emițând doar trei ore pe zi. În august 2010, activitatea studioului de la Pitești încetează definitiv, postul retransmițând, până la închidere, emisia TVS Brașov. Pe 15 ianuarie 2014, CNA a decis retragerea licenței audiovizuale a TVS Pitești, la cererea proprietarului postului.
În anul 2012, RCS & RDS cumpără filialele postului de televiziune din Oradea și Craiova, urmând a fi relansate în același an sub denumirea Digi24 Oradea, respectiv Digi24 Craiova. La rândul lor, cele două posturi și-au încetat emisia pe 26 martie 2019, alături de celelalte posturi regionale Digi24, ca urmare a retragerii licenței de către CNA.
TVS Brașov și-a întrerupt emisia pe 4 ianuarie 2016. Pe 10 mai, CNA a decis retragerea licenței audiovizuale a postului, ca urmare a întreruperii emisiei timp de peste 90 de zile, marcând, astfel, închiderea oficială a postului de televiziune.
Printre personalitățile care au lucrat pentru posturile TVS se numără jurnalistul Radu Moraru, fostul secretar de stat Marius Fecioru și cântăreața Ana Maria Georgescu.